# Square Jehan-Rictus
Le square Jehan-Rictus est un espace vert du 18e arrondissement de Paris.

## Situation et accès
Le square est situé place des Abbesses, à Montmartre.
Ce site est accessible par le 14, place des Abbesses, la rue La Vieuville et le passage des Abbesses.
Il est desservi par la ligne 12 à la station de métro Abbesses.

## Origine du nom
Il rend hommage à Gabriel Randon de Saint-Amand dit Jehan-Rictus (1867-1933).

## Historique
Créé en 1936, il est réaménagé en 1994. 
Il s'étend sur une surface de 2 083 m2 à l'emplacement du bâtiment qui abrita à partir de 1837 la mairie de l'ancienne commune de Montmartre, devenue mairie du 18e arrondissement de Paris à partir de 1860. En 1892, les services municipaux furent déplacés place Jules-Joffrin, en face de l'église Notre-Dame de Clignancourt.
On y trouve des cerisiers à fleurs, des palmettes d'arbres fruitiers et de massifs d'arbustes (spirées, lauriers et plantes couvre-sol), un mail d'érables sycomores, des haies de charmilles, une collection botanique de roses anciennes et un jardin de plantes officinales, entouré d'une pergola, au centre duquel se trouve une fontaine.
Depuis 2000, il abrite le Mur des je t'aime, une œuvre de Frédéric Baron et Claire Kito.

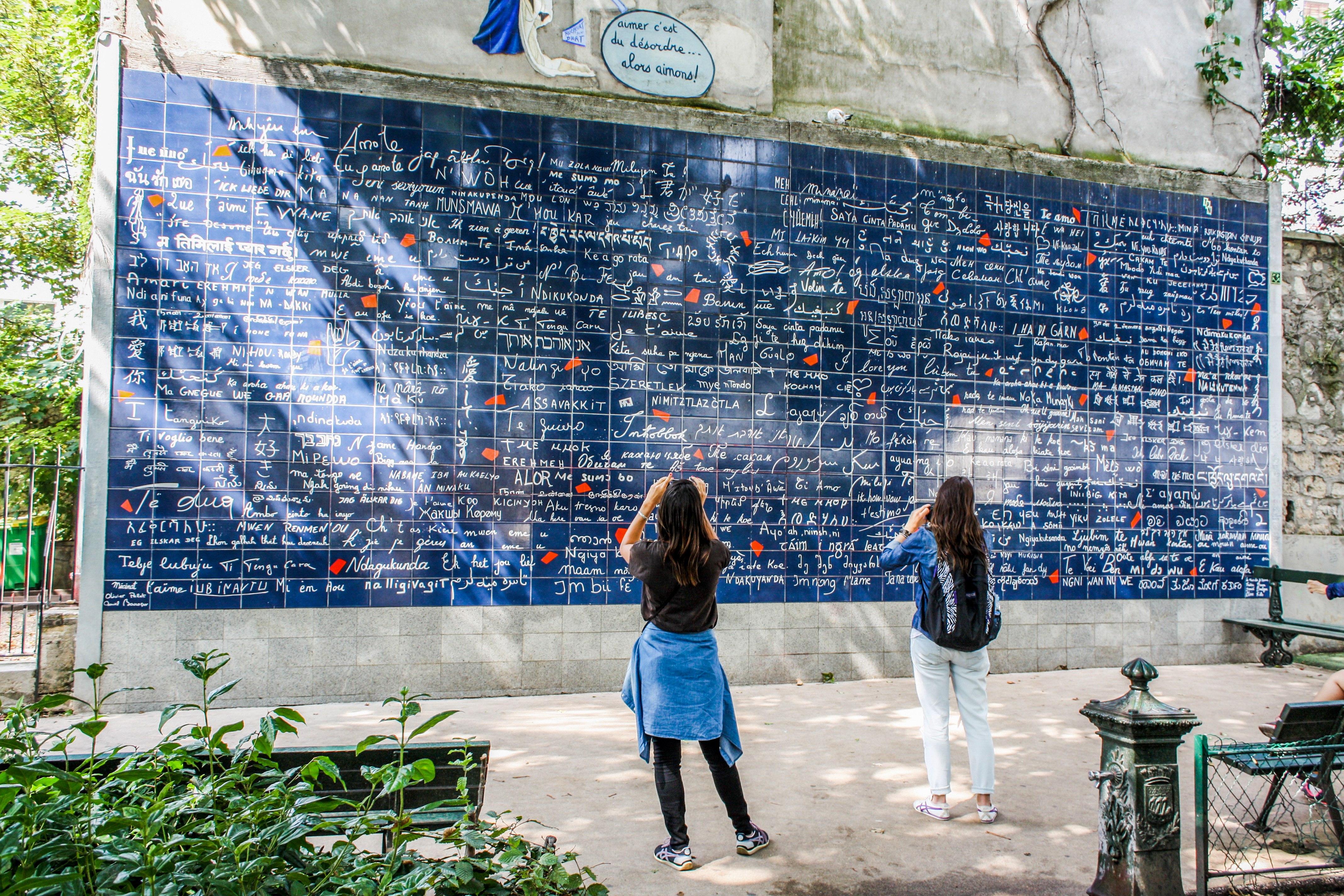
Le Mur des je t'aime reproduit 311 « je t'aime » en 250 langues.